# Ivanivka, Oleksandrivka
Ivanivka (în ucraineană Іванівка) este un sat în comuna Stara Osota din raionul Oleksandrivka, regiunea Kirovohrad, Ucraina.

## Demografie
Componența lingvistică a localității Ivanivka
     Ucraineană (94,67%)
     Română (2,82%)
     Rusă (1,88%)
Conform recensământului din 2001, majoritatea populației localității Ivanivka era vorbitoare de ucraineană (94,67%), existând în minoritate și vorbitori de română (2,82%) și rusă (1,88%).